# God als misvatting

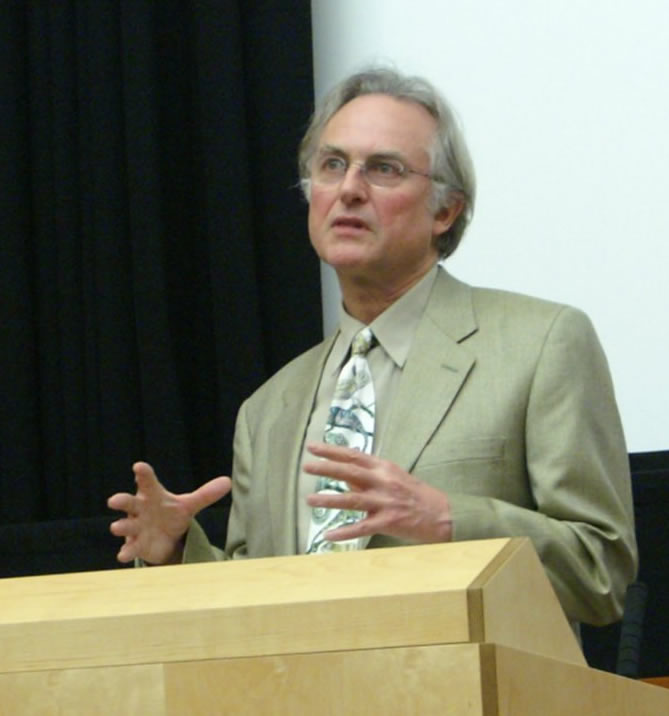
Richard Dawkins

God als misvatting (originele titel: The God Delusion) is een boek uit 2006 van de Britse evolutiebioloog Richard Dawkins waarin hij een betoog op wetenschappelijke gronden houdt tegen het geloof in een god of goden.

## Inhoud
In het boek zet Dawkins aan het begin eerst een God-hypothese uiteen, om aan te tonen tegen wie hij het precies gaat hebben in The God Delusion. Daarbij legt hij ook de verschillende categorieën van theïsme en non-theïsme uit. Hij betoogt dat bepaalde waardes van geloof respectabel zijn, maar andere zo onrespectabel dat het de goede zaak dient om ze niet alleen af te keuren, maar er ook actief tegen in opstand te komen.
Dawkins gaat in tien hoofdstukken in op verschillende deelvragen die het geloof aangaan. Zo komen in hoofdstuk 3 argumenten vóór geloven ter sprake, zoals het godsbewijs van Thomas van Aquino, de gok van Pascal, verschillende a priori-argumenten en argumenten 'uit ervaring'.
In hoofdstuk 4 betoogt Dawkins vanuit zijn kennis en met argumenten uit de evolutieleer en van de biologie dat er 'zo goed als zeker geen God bestaat'. Daarbij komen zowel werkingen van evolutie als weerleggingen van kritiek daarop, zoals het antropisch principe en onherleidbare complexiteit, aan bod.
In hoofdstuk 5 ontvouwt de schrijver een theorie over hoe religie heeft kunnen ontstaan als gevolg van natuurlijke selectie en hoe het geloof kan overleven door middel van memes.

## Normen en waarden
Een veelgehoord argument ten bate van religie is dat de menselijke normen en waarden erop gebaseerd zouden zijn. Dawkins gaat daar in hoofdstuk 6 tegenin, met een theorie voor het ontstaan en behoud van onze sociale omgangsvormen. Hij baseert deze op de voordelen die normen en waarden de mens gedurende zijn evolutie hebben geboden.
In hoofdstuk 7 gaat het over de Zeitgeist. Dawkins heeft het daarin over verschillende beschouwingen die er bestaan over het Oude Testament en het Nieuwe Testament. De rode draad daarbij is hoe de mensheid in het algemeen aan deze boeken logischerwijs per tijdperk steeds andere waardes hechtte, in verband met onder meer de vooruitgang.

## Standpunten
Er zijn verschillende invalshoeken van waaruit iemand tegen religie kan zijn. Dawkins behandelt deze in hoofdstuk 8 een voor een. Zo worden onder meer fundamentalisme, absolutisme, visies op homoseksualiteit, de waarde van menselijk leven, The Great Beethoven Fallacy en het gematigd geloven behandeld.
In hoofdstuk 9 gaat het over religie in verband met opgroeiende kinderen en met educatie. Dawkins legt uit hoe de hersenen en het opnameniveau van de mens zich ontwikkelen tijdens de kindertijd. Van daaruit bepleit hij zijn zaak dat religieuze indoctrinatie door autoriteitsvormen (bijvoorbeeld ouders of scholen) in de kinderjaren een vorm van kindermishandeling is. Wel vindt hij dat religieuze geschriften en teksten (de bijbel), zeker in die jaren, een culturele en literaire verrijking kunnen zijn, mits in de goede context geleerd. Hij stelt met verbazing vast dat uit enquêtes blijkt dat mensen die zich christen noemen, bijna niets weten over wat er in de bijbel staat. Zo kon in de Verenigde Staten driekwart van de ondervraagden geen enkele profeet uit het Oude Testament noemen. Daarna laat hij een lange lijst van uitdrukkingen volgen die ontleend zijn aan de bijbel en nog steeds worden gebruikt.

## Huidige context van religie
In het afsluitende hoofdstuk bespreekt Dawkins zaken als troost en inspiratie in verband met religie. Hij bepleit daarbij de schoonheid van de wetenschap en haar verhouding tot het geloof. De bioloog observeert dat de twee elkaar in de weg zitten en beargumenteert waarom mensen volgens hem voor de wetenschap horen te kiezen. Hij gebruikt daarbij de boerka als metafoor. Onze intuïties, de dingen die we met ons 'gezonde verstand' zien en begrijpen, is de blik door de spleet van een boerka. De totale wereld waarin we leven is veel groter en uitgebreider. Processen die zich binnen miljoenen jaren afspelen, liggen buiten ons voorstellingsvermogen, tenzij we er ons best voor doen (de beginselen van de geologie kennen). Hetzelfde geldt voor processen die een zeer kleine fractie van een seconde nodig hebben (hoe onze PC werkt). Ook kunnen onze zintuigen maar een beperkt deel van het stralenspectrum opvangen. Dawkins noemt dit de Middenwereld, de wereld waarin we dagelijks leven. Hij wijst erop dat sommige dieren zoals de vleermuis, alweer in een heel ander deel van de Middenwereld leven. Natuurwetenschap stelt Dawkins voor als de wil om de boerka af te werpen en verder te willen kijken dan de spleet van de boerka groot is. Dat is wat hij aanbeveelt: kiezen voor wetenschap.

## The Four Horsemen
Samen met de auteurs van eveneens religiekritische boeken - Sam Harris, Christopher Hitchens en Daniel Dennett - voerde Dawkins in The Four Horsemen een gefilmd rondetafelgesprek over de reacties op zijn en hun boeken. Deze opname duurt ongeveer twee uur.